# Instrumento de viento-madera

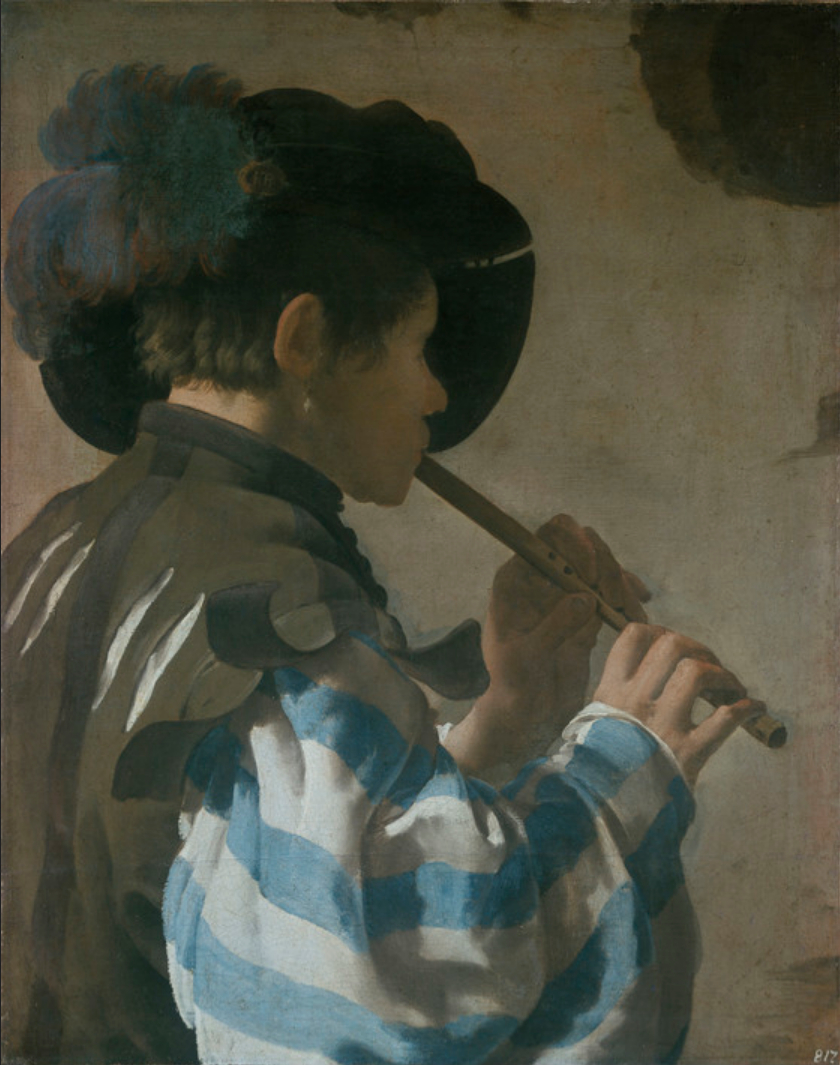
Flautista, óleo de Hendrick Jansz.

Los instrumentos de  madera (a veces llamados de viento madera posiblemente por influencia del inglés woodwind) son un tipo de aerófonos en los que la vibración del aire se genera en el propio instrumento y no con los labios del músico, como ocurre con los metales.  La longitud del tubo determina la altura del sonido.
Aunque son denominados instrumentos de madera, en la actualidad algunos de ellos están fabricados en metal. Originalmente, los instrumentos de este grupo se construían en madera, pero hoy el nombre se aplica más al principio de funcionamiento que al material de fabricación. La flauta travesera evolucionó de la madera al metal como material, pero los saxofones se crearon ya directamente con este último material.
Casi todos tienen una serie de agujeros taladrados a lo largo del tubo, aunque algunos se cubren o destapan mediante una serie de mecanismos a los que se denominan llaves. Una excepción notable es la flauta de Pan, que en lugar de orificios tiene tubos de varias longitudes. Los instrumentos de madera presentan un amplio espectro de timbres, desde el sonido suave, melodioso y profundo del clarinete al brillante y estridente del flautín.
Hay dos formas de producir el sonido en los instrumentos de madera: soplar a través de un agujero, tal como se sopla a través de la boca de una botella, como ocurre con los instrumentos que se incluyen dentro de la familia de las flautas, o soplar a través de una caña en forma de lengüeta, como ocurre en los instrumentos que se incluyen dentro de la familia de los oboes, los clarinetes, los fagots y los saxofones. A estos últimos también se los llama instrumentos de caña.

## Categorización
Los instrumentos de viento madera incluyen los grupos de instrumentos de filo o flautas (421) y chirimías (422) de la clasificación de Hornbostel-Sachs publicada en 1914. En general, los instrumentos de viento son soplados directamente por la boca del ejecutante y el tono viene dado por la longitud de la columna de aire que vibra en el instrumento (las frecuencias del sonido producido son las frecuencias naturales de esta columna de aire). En los típicos instrumentos de viento madera, la longitud de la columna de aire la ajusta el ejecutante abriendo y cerrando los orificios tonales, ya sea directamente con los dedos o mediante teclas.
En un sentido algo más amplio, los instrumentos de viento de madera también son aquellos que solo pueden producir un solo tono y, por lo tanto, no tienen agujeros de tono, por ejemplo los tubos de la flauta de pan, los silbatos y los instrumentos que no se soplan con la boca, como los tubos labiales del órgano.
En un sentido aún más amplio, los instrumentos se consideran instrumentos de viento de madera, en los que está presente una columna de aire pero el tono está determinado por la frecuencia natural de una lengüeta elástica. La columna de aire se puede ajustar para que resuene con la caña; esto afecta significativamente el volumen y el timbre, pero solo afecta ligeramente el tono. Dichos instrumentos siempre producen un solo tono y, por lo tanto, no tienen agujeros de tono. Este grupo incluye los tubos de zumbido de una gaita y los tubos de lengüeta de un órgano. Debido a la similitud en la estructura y, a veces, también en el sonido, estos instrumentos de lengüeta a menudo se confunden con instrumentos de lengüeta (como el clarinete, el oboe, etc.).
Gran parte del siguiente texto se refiere únicamente a los típicos instrumentos de viento de madera con agujeros tonales.

## Historia

### Instrumentos de viento en el Pleistoceno

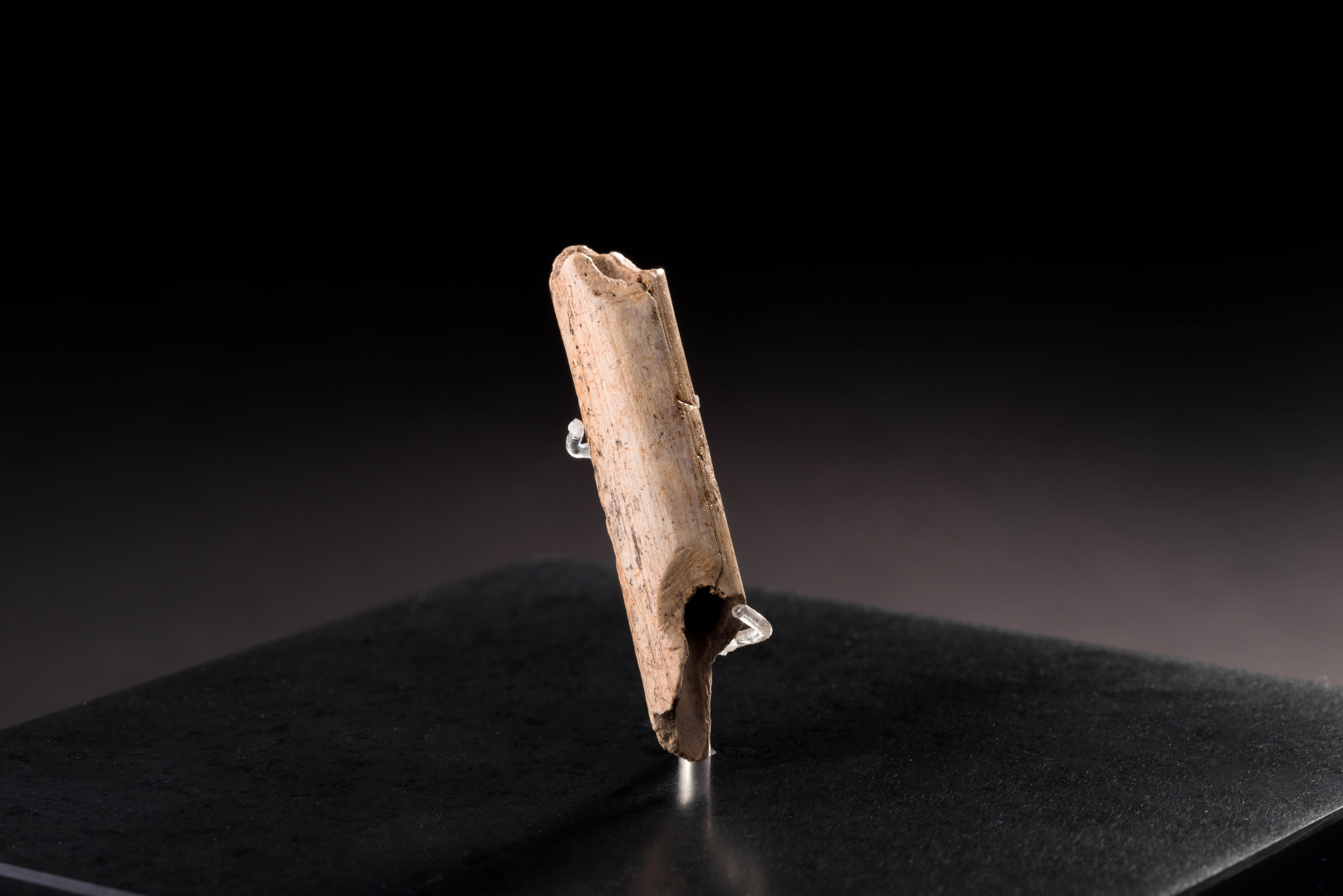
Uno de los instrumentos musicales más antiguos de la humanidad, flauta hecha con huesos de buitre leonado, Vogelherdhöhle (aprox. 40 000 años, Auriñaciense), Patrimonio Mundial de la UNESCO "Grutas y arte del periodo glacial en el Jura suabo", Museo de la Universidad de Tubinga.

Los instrumentos de viento más antiguos -y al mismo tiempo los instrumentos musicales más antiguos de todos- se fabricaban con huesos de animales, especialmente de aves, y con marfil de mamut. Uno de los instrumentos más antiguos descubiertos hasta ahora, una flauta hecha con el hueso del ala de un cisne cantor procedente de una cueva cercana a Blaubeuren, tiene una antigüedad estimada de más de 40.000 años.
Las flautas de hueso y marfil de mamut de la Edad de Piedra encontradas en el Swabian Alb se consideran los instrumentos musicales más antiguos que se conservan en el mundo. En el verano de 2008 se encontró en la cueva de Hohle Fels, cerca de Schelklingen, una flauta hecha con el hueso de un buitre leonado. En la cueva de Geißenklösterle se han descubierto flautas relativamente bien conservadas o reconstruidas con agujeros para los dedos. Los hallazgos demuestran que la gente ya hacía música en la Edad de Piedra, más concretamente en el Paleolítico Superior. Dos de las flautas de Geißenklösterle están hechas de una sola pieza con huesos de cisne. El tercero consiste en dos medios tubos unidos y tallados en marfil de mamut; estaba provisto de al menos tres orificios para los dedos, afinado aproximadamente en tercios (un cuarto puede haberse roto), y decorado con muescas en los lados.
Los fragmentos de otras dos flautas proceden de la cueva Vogelherdhöhle. Uno de ellos estaba hecho de huesos de ave, el otro es de marfil de mamut y se conserva en tres fragmentos no relacionados. También se descubrió una tercera flauta en deshechos mineros de Vogelherdhöhle. Consiste en un fragmento con dos agujeros para los dedos cortados y está hecho de hueso de grifo. Esta flauta, expuesta en el Museo de Culturas Antiguas de la Universidad de Tubinga en el Palacio de Hohentübingen, forma parte del Patrimonio Mundial de la UNESCO "Grutas y arte del periodo glacial en el Jura suabo".

### Los instrumentos de viento en la época moderna
Ya en el mundo antiguo, las fuentes y los hallazgos individuales atestiguan una amplia gama de instrumentos de viento de madera. 
En Europa, la primera oleada de desarrollo comenzó a finales del siglo XV. Los distintos instrumentos se construyeron en una gran variedad de tamaños, llevando al límite las técnicas de fabricación de la época. En general, se utilizaron los tamaños soprano, alto, tenor y bajo, basados en el cuarteto vocal. En particular, los instrumentos con lengüetas dobles como generadores de tono se desarrollaron en muchas versiones diferentes o se desarrollaron a partir de instrumentos medievales. Durante el Barroco, un gran número de instrumentos de viento de la época del Renacimiento volvieron a caer en el olvido. 
A principios del siglo XIX, se inició en Europa una segunda oleada de desarrollo, basada sobre todo en nuevas técnicas de fabricación para la construcción de complicados mecanismos de llaves. Desde la segunda mitad del siglo XX, se han reproducido y, en algunos casos, perfeccionado no sólo los instrumentos modernos, sino también los de la Edad Media y el Renacimiento.

## Generación del sonido

### Flautas
Las flautas producen sonido dirigiendo una corriente de aire a través del borde de un agujero en un tubo cilíndrico. La familia de las flautas puede dividirse en dos subfamilias: flautas abiertas y flautas cerradas.
- En flautas abiertas o sin conducto, como la flauta travesera o la flauta de pan, el músico sopla a través de un borde afilado que divide la corriente de aire. Esta división actúa sobre el aire contenido en la flauta causando que vibre y produzca el sonido. Ejemplos de flautas abiertas son la flauta travesera, las zampoñas y el shakuhachi.[8] Las flautas antiguas de esta variedad, incluidas las flautas de bambú, se fabricaban a menudo con secciones tubulares de plantas como hierbas, cañas, bambú y ramas de árboles ahuecadas. Más tarde, las flautas se fabricaron con metal como estaño, cobre o bronce. Las flautas de concierto modernas suelen estar hechas de aleaciones metálicas de alta calidad, que suelen contener níquel, plata, cobre u oro.[9]

- En las flautas cerradas o con conducto, como la flauta dulce, el músico sopla a través de un conducto que actúa como canal para llevar el aire a un borde afilado, al igual que en las flautas abiertas el aire se divide; esto hace que la columna de aire dentro de la flauta cerrada vibre y produzca sonido.  Algunos ejemplos de este tipo de flauta son la flauta dulce, la ocarina y los tubos de órgano.[10]

### Instrumentos de caña

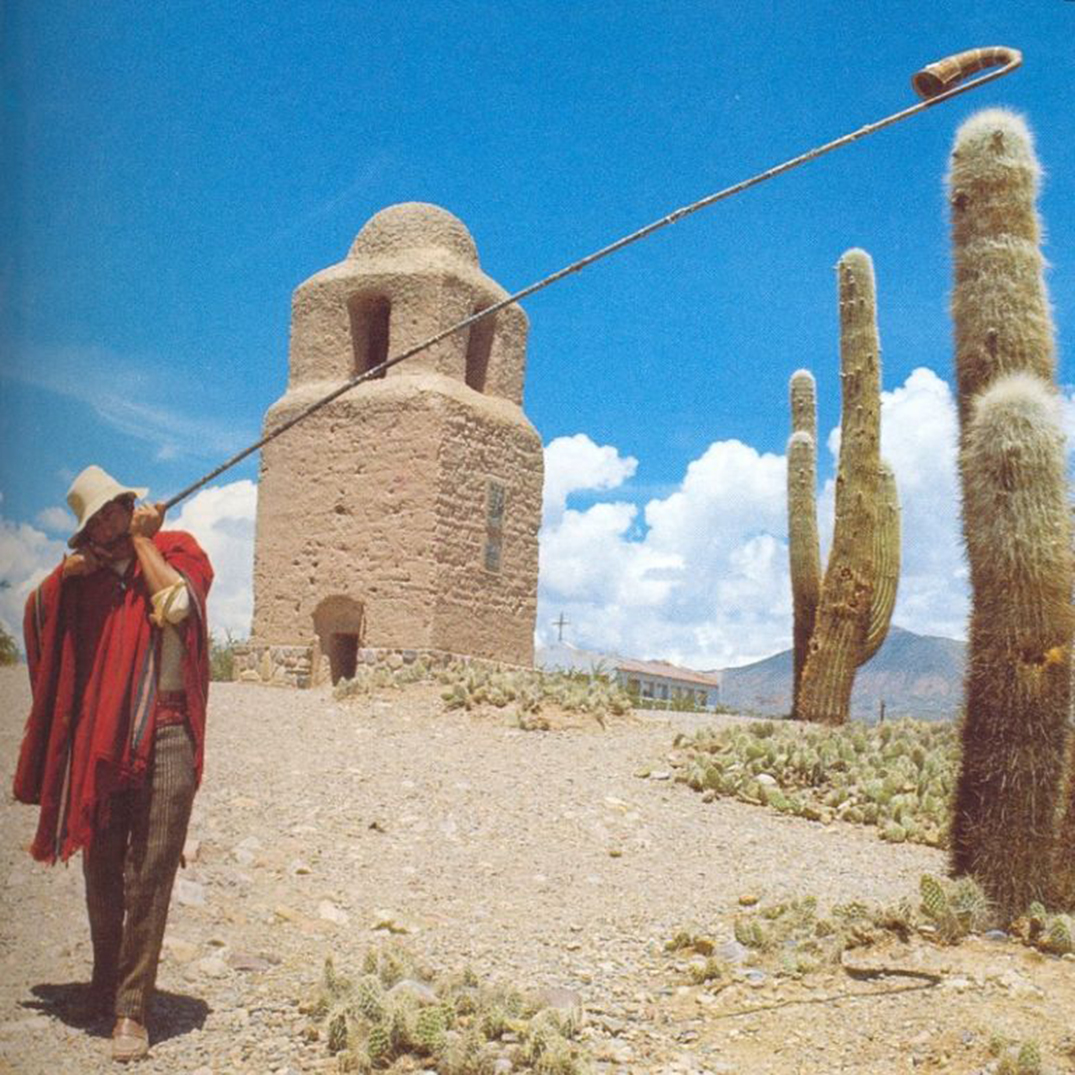
Erke, instrumento de viento de gran tamaño típico del norte de Argentina, muy similar a la Trompa de los Alpes.

Los instrumentos de caña o lengüeta producen sonido concentrando aire en una boquilla que luego hace vibrar una lengüeta, o lengüetas. Al igual que las flautas, los tubos de lengüeta también se dividen en dos tipos: de lengüeta simple y de lengüeta doble.
Los vientos de madera de lengüeta simple producen sonido fijando una lengüeta en la abertura de una boquilla (usando una ligadura).  Cuando el aire es forzado entre la lengüeta y la boquilla, la lengüeta hace que la columna de aire del instrumento vibre y produzca su sonido único. Entre los instrumentos de lengüeta simple se encuentran el clarinete y el saxofón.
Los instrumentos de lengüeta doble utilizan dos pequeños trozos de caña cortados con precisión y unidos por la base.  Se estima que esta forma de producción de sonido se originó entre mediados y finales del Neolítico; su descubrimiento se ha atribuido a la observación del viento soplando a través de un junco partido.   La lengüeta terminada y atada se inserta en el instrumento y vibra cuando el aire es forzado entre las dos piezas (de nuevo, haciendo que el aire dentro del instrumento vibre también). Esta familia de tubos de lengüeta se subdivide a su vez en otras dos subfamilias: instrumentos de lengüeta doble expuesta e instrumentos de lengüeta doble con tapa. 
Los instrumentos de doble lengüeta expuesta se tocan teniendo la doble lengüeta directamente entre los labios del intérprete.  Esta familia incluye instrumentos como el oboe, el corno inglés (también llamado corno inglés) y el fagot, y muchos tipos de chirimía en todo el mundo.
Los instrumentos de lengüeta doble con tapa, por su parte, tienen la lengüeta doble cubierta por una tapa; el intérprete sopla a través de un orificio en esta tapa que luego dirige el aire a través de las lengüetas. Esta familia incluye el cromorno.

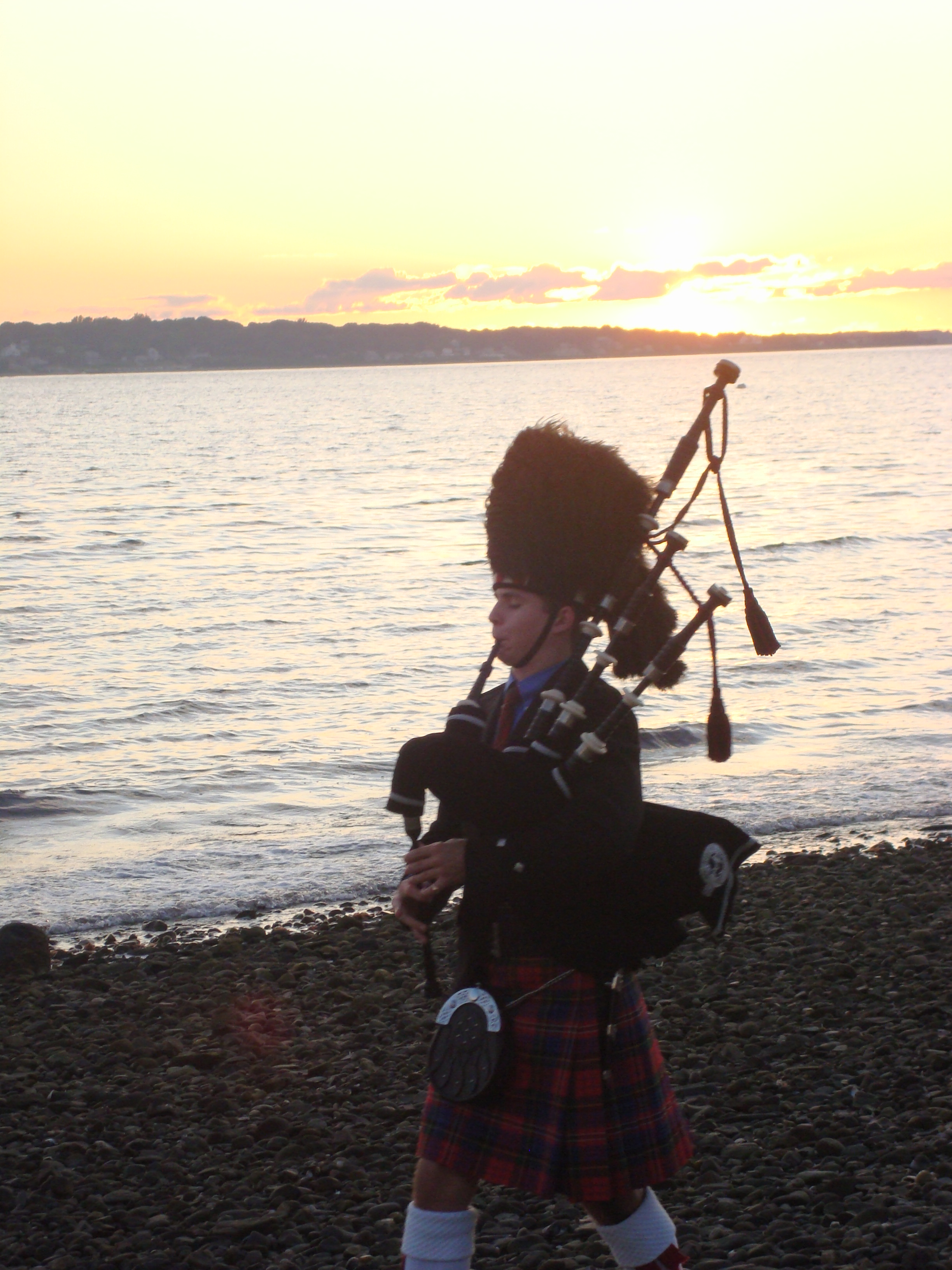
Un gaitero tocando la gaita en Newport, Rhode Island.

Las gaitas son instrumentos únicos de caña, ya que utilizan dos o más lengüetas dobles o simples.  Sin embargo, las gaitas son funcionalmente iguales a los instrumentos de lengüeta doble con tapa, ya que las lengüetas nunca están en contacto directo con los labios del músico.
Los instrumentos aerófono de lengüeta libre son igualmente únicos ya que el sonido es producido por 'lengüetas libres' - pequeñas lengüetas de metal dispuestas en filas dentro de un marco de metal o madera. El flujo de aire necesario para el sonido del instrumento es generado por la respiración del intérprete (por ejemplo, armónica), o por fuelles (por ejemplo, acordeón).

## Clasificación
Los instrumentos de madera se pueden clasificar en 5 subgrupos que son:

### Instrumentos de bisel, sin conducto

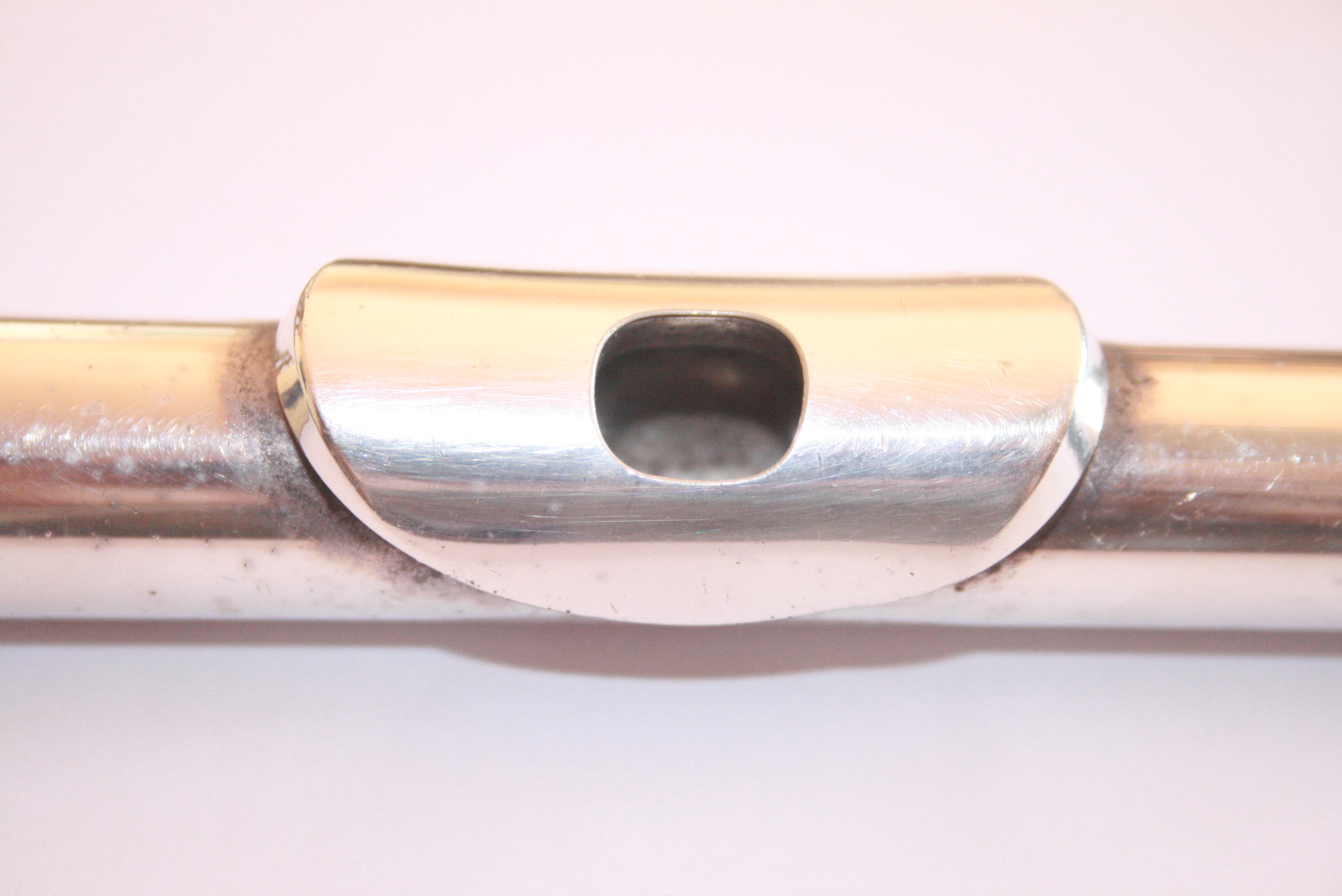
Embocadura de una flauta travesera.

Tienen una embocadura formada por un agujero con el borde afilado, o bien el borde solamente, sin embocadura.
Ejemplos:
- Flauta traversera
- Flautín
- Flauta de Pan
- Bansuri
- Quena

### Instrumentos de bisel, con conducto

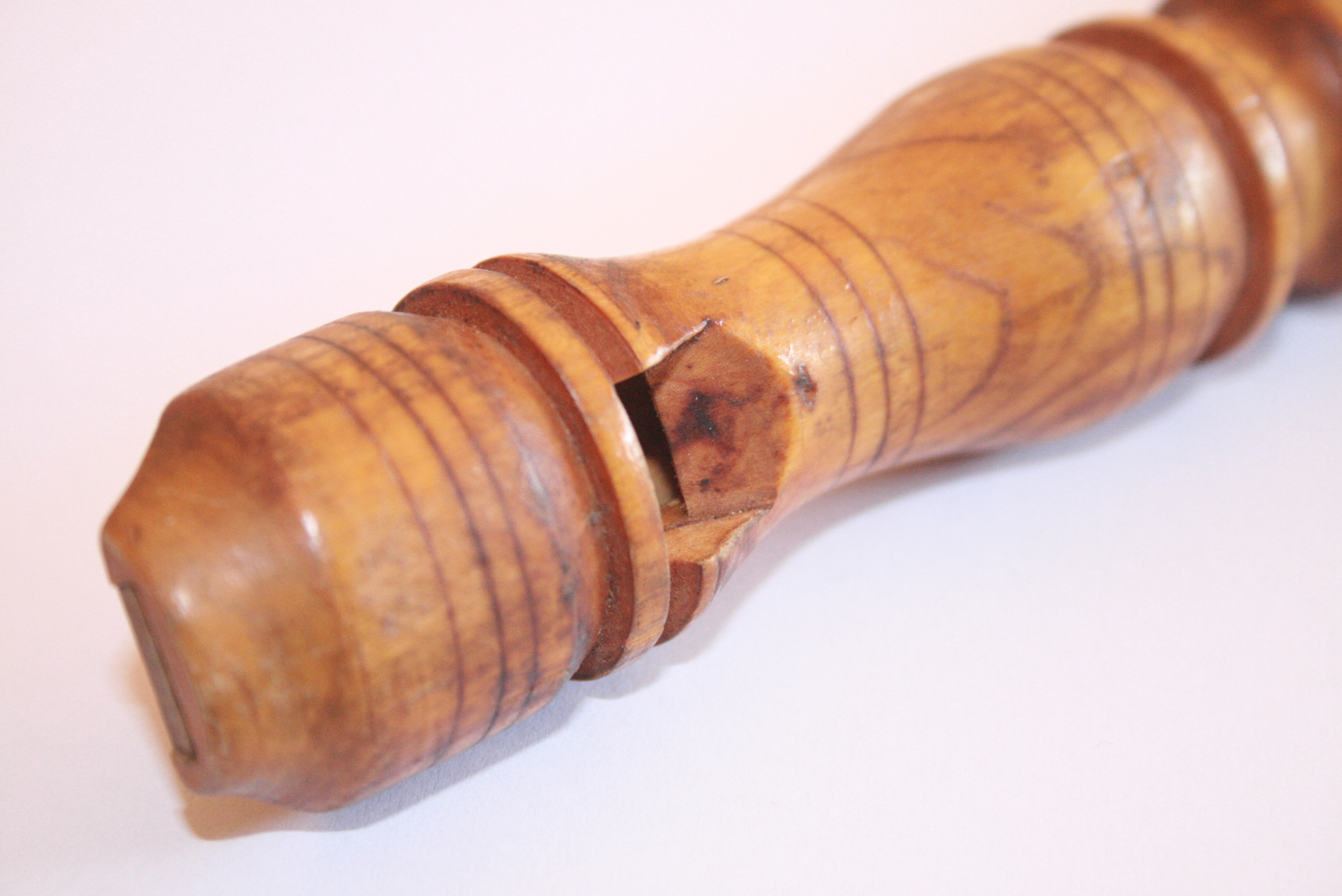
Embocadura de una flauta de pico de tres orificios.

Tienen un bisel al que llega el aire conducido a través de un canal.
Ejemplos:
- Flauta dulce
- Ocarina
- Tin whistle
- Pinquillo
- Tarka

### Instrumentos delengüeta simple

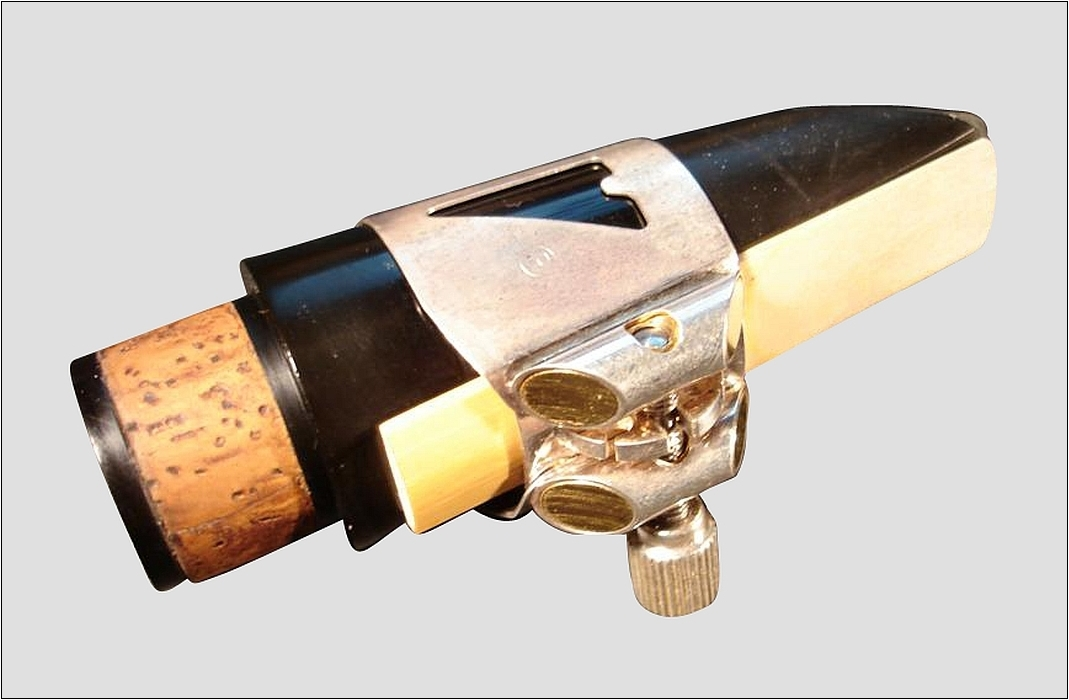
Boquilla de un clarinete, con la caña unida por su abrazadera y un metal por dentro.

Esta embocadura está compuesta por una fina lámina elástica sujeta a la boquilla mediante una abrazadera. En algunos instrumentos étnicos puede ser un segmento cilíndrico de caña al que se le corta dicha lámina (sin llegar a desprenderla), sin necesidad de abrazadera.
Ejemplos:
- Clarinete En todos sus tipos.
- Saxofón
- Gaita de caña y los bordones (notas pedal) de cualquier gaita.

### Instrumentos delengüeta doble

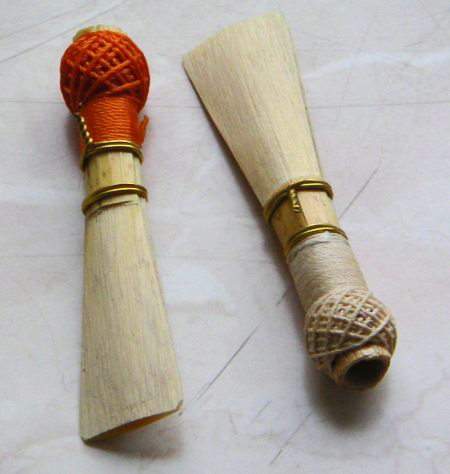
Dos cañas de fagot.

La embocadura está formada por dos finas lengüetas enganchadas a la boquilla, o sin boquilla.
Ejemplos:
- Oboe
- Corno inglés
- Fagot
- Contrafagot
- Dulzaina
- Gaita
- Cromorno

### Instrumentos de lengüetas libres

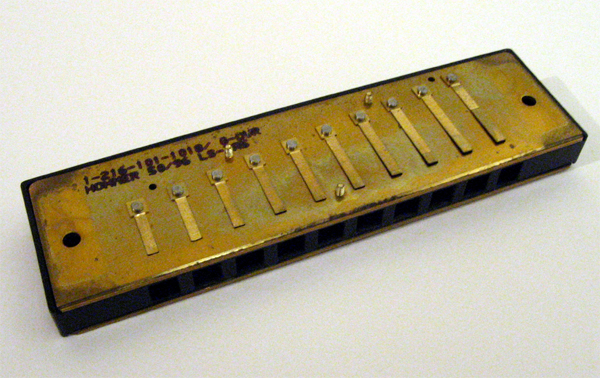
Interior de una armónica, en el cual pueden apreciarse sus lengüetas vibrantes.

A este grupo pertenecen los instrumentos de viento cuyas lengüetas no baten contra una boquilla o entre sí, sino que vibran libremente.
Ejemplos:
- Armónica
- Acordeón
- Bandoneón
- Concertina

- Armonio
- Melódica

## Rangos de frecuencia de los instrumentos de madera
*Esta tabla comparativa muestra solamente las notas desde do0, aunque el clarinete subcontrabajo alcanza el Si♭-1 y algunos órganos alcanzan el do-1, (una octava por debajo del do0).
**El índice de las notas que se muestra en la tabla corresponde al sistema de notación internacional. Si se utiliza el sistema de notación franco-belga, el do central se indica do3.

## Sección de viento madera de una orquesta
La sección de viento madera de una orquesta sinfónica suele incluir flautas (a veces con un piccolo doble), oboes (a veces con un cor anglais doble), clarinetes (a veces con un clarinete bajo doble u otro clarinete mi bemol doble), y fagots (a veces con un contrafagot doble). A principios del siglo XX, las maderas (así como otras secciones) a menudo se ampliaron considerablemente. Por ejemplo, Mahler en su Sinfonía n.º 8 (1910) emplea 2 flautines, 4 flautas, 4 oboes, cor anglais, 2 clarinete en mi bemols, 3 clarinetes en si bemol, clarinete bajo, 4 fagotes y contrafagot. Después de la Primera Guerra Mundial, el número de instrumentos se redujo a menudo, acercándose al tamaño de una orquesta de cámara, con combinaciones de instrumentos individuales que variaban para cada composición. El cambio puede ilustrarse comparando dos obras de Stravinsky: La consagración de la primavera (1911-1913) con una gran sección de viento madera similar a la anterior y su Histoire du soldat (1918), que sólo utiliza un clarinete y un fagot. >